# Anna Petrakova
Anna Viktorovna Petrakova, en russe : Анна Викторовна Петракова, née le 4 décembre 1984 à Budapest, en Hongrie, est une joueuse russe de basket-ball. Elle évolue au poste d'arrière.

## Biographie
Elle remporte en 2013 l'Euroligue avec UMMC Iekaterinbourg, bien que n'inscrivant aucun point lors de cette rencontre. En 2013-2014, elle inscrit en moyenne 3,9 points et 2 rebonds en Euroligue et 3,7 points et 1,9 rebond en championnat (championne), puis signe pour la saison suivante au club rival du Dynamo Moscou.
Elle remporte l'Euroligue 2016 avec UMMC Iekaterinbourg, qui dispose 72 à 69 d'Orenburg.

## Palmarès
- Finaliste des Universiade d'été de 2007
- Vainqueur de EuroCup avec Koursk en 2012[5].
- 4e aux Jeux olympiques d'été 2012 avec l'équipe de la fédération de Russie.
- Coupe de Russie 2013[6]
- Vainqueur de l'Euroligue 2013[2] et 2016[4]
- Championne de Russie 2014
- Superligue russe 2013, 2014[7].